# Flughafen Gällivare

i7
i11
i13
Der Flughafen Gällivare (IATA-Code: GEV, ICAO-Code: ESNG) ist ein schwedischer Regionalflughafen. Er liegt in der Provinz Norrbottens län etwa 8 Kilometer östlich von Gällivare in der gleichnamigen Gemeinde.
Der Flughafen wird hauptsächlich für regionale Passagier-, Post-, Fracht-, Helikopter- und Privatflüge benutzt. 
Die estnische Fluggesellschaft Nordica führt regelmäßig Flüge von oder nach Gällivare aus. Die Fluggesellschaft Nextjet, die ebenfalls regelmäßig Flüge angeboten hatte, stellte am 16. Mai 2018 wegen Insolvenz des Unternehmens den Flugbetrieb ein. 

## Geschichte und Gegenwart
Der Flughafen Kavaheden wurde ursprünglich während des Zweiten Weltkrieges als Militärflugplatz gebaut. Er hatte 3 Lande-/Startbahnen, mit je einer Länge von 800 Metern, die in einem klassischen Dreieck angeordnet waren.
Vor der Aufnahme des zivilen Luftfahrtverkehrs 1971 verlängerte man eine der 3 Bahnen auf 1350 Meter. 
Mitte der 1980er Jahre verlängerte man die Bahn ein zweites Mal. Danach war die Bahn 1714 Meter lang. Ende der 1980er Jahre baute man die Bahn ein weiteres Mal aus, diesmal auf die heutige Breite von 45 Metern. Gleichzeitig begann man mit dem Bau eines neuen Terminals. Dieser wurde 1994 fertiggestellt.
Die Gemeinde Gällivare begann 2009 mit dem Ausbau des Flughafens, insbesondere des Baus eines neuen Hangars und der Erweiterung der Stellplätze für Flugzeuge. Das Projekt wird von der Gemeinde Gällivare und dem Fonds für regionale Entwicklung der Europäischen Union finanziert.